# È̌
Cette page contient des caractères spéciaux ou non latins. S’ils s’affichent mal (▯, ?, etc.), consultez la page d’aide Unicode.
È̌ (minuscule: è̌), appelé E accent grave caron, est un graphème utilisé dans l’écriture du kayah. Il s’agit de la lettre E diacritée d’un accent grave et d’un caron.

## Représentations informatiques
Le E accent grave caron peut être représenté avec les caractères Unicode suivants :
- composé et normalisé (supplément Latin-1, diacritiques)[1],[2] :

| formes    | représentations | chaînes de caractères | points de code | descriptions                                             |
| --------- | --------------- | --------------------- | -------------- | -------------------------------------------------------- |
| capitale  | È̌               | È◌̌                    | U+00C8 U+030C  | lettre majuscule latine e accent grave diacritique caron |
| minuscule | è̌               | è◌̌                    | U+00E8 U+030C  | lettre minuscule latine e accent grave diacritique caron |

- décomposé (latin de base, diacritiques) :

| formes    | représentations | chaînes de caractères | points de code       | descriptions                                                         |
| --------- | --------------- | --------------------- | -------------------- | -------------------------------------------------------------------- |
| capitale  | È̌               | E◌̀◌̌                   | U+0045 U+0300 U+030C | lettre majuscule latine e diacritique accent grave diacritique caron |
| minuscule | è̌               | e◌̀◌̌                   | U+0065 U+0300 U+030C | lettre minuscule latine e diacritique accent grave diacritique caron |